# Maroc précolonial
Cet article décrit les conditions et les événements qui ont conduit à la mise sous protectorat de l'empire chérifien par la France et l'Espagne en 1912.

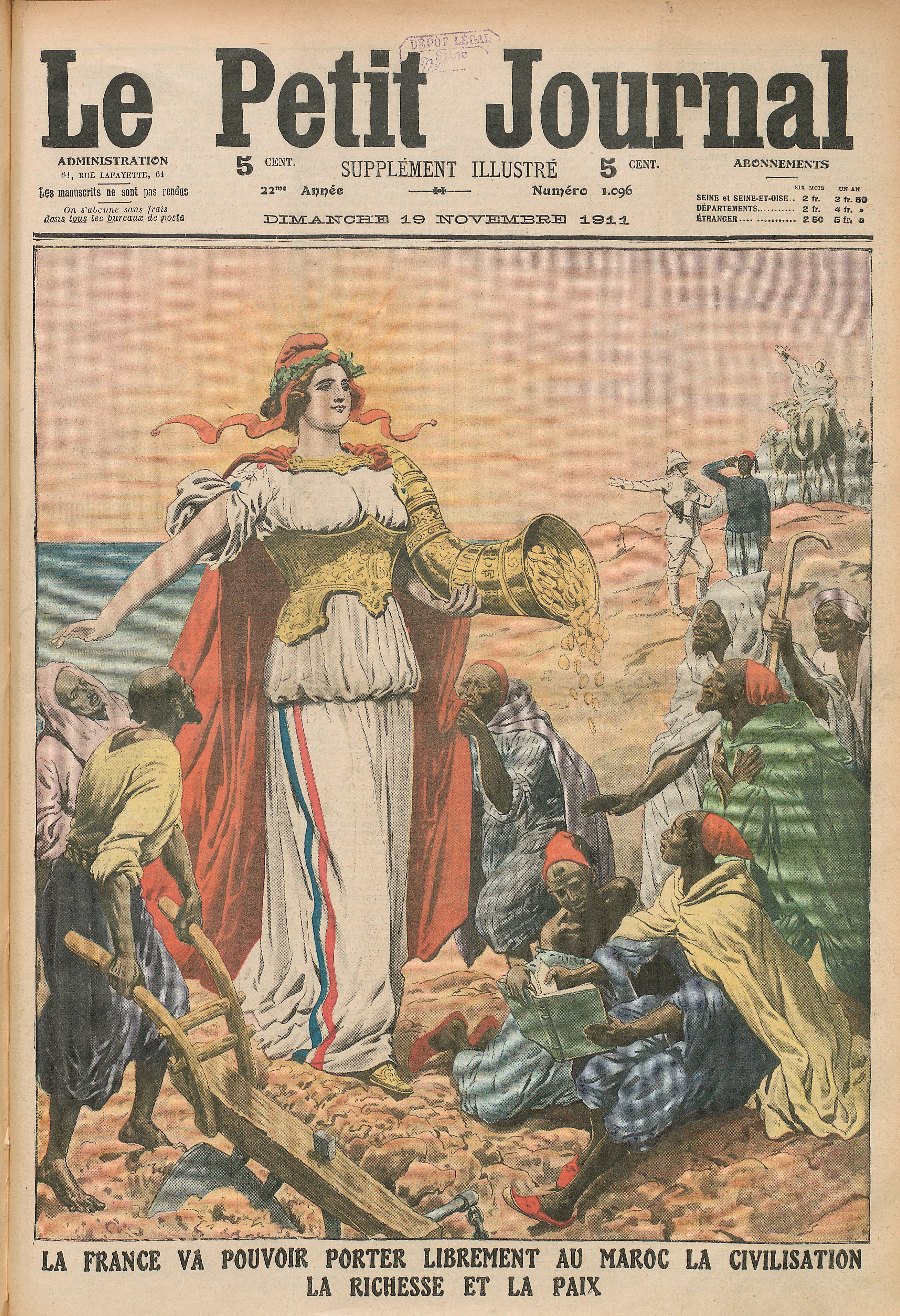
Propagande coloniale : la France va pouvoir porter librement au Maroc la civilisation, la richesse, et la paix.

## Le début du projet impérialiste
Après la découverte et exploration de l'Amérique aux XVe et XVIe siècles par Christophe Colomb (1451-1506), qui coïncide avec la chute du royaume maure de Grenade en 1492, dernier bastion musulman d'Espagne, après la capitulation du sultan nasride Boabdil le 2 janvier 1492, après la Reconquista mettant fin à huit siècles de présence musulmane, Ferdinand II d'Aragon et Isabelle Ire de Castille unifient le royaume d'Espagne.
Le 5 décembre 1496, le roi Manuel Ier de Portugal applique l'Inquisition portugaise ordonnant aux juifs et aux musulmans de quitter le Portugal. Une nouvelle classe sociale voit le jour : les conquistadors, remplaçant la classe féodale. Le but affiché de cette classe s'inscrit dans deux cadres :
- missions d'expéditions et de conquêtes[1] à travers le monde et éventuellement la colonisation et appropriation des richesses des peuples de tous les continents ;
- missions d'évangélisations des populations dites païennes, sous le regard « bienveillant » du pape.

Le Maroc subit d'abord les assauts des Portugais, qui sont définitivement défaits à la bataille des Trois Rois en 1578, et résiste également aux tentatives de conquête des Ottomans qui dominent le reste du Maghreb et la majeure partie du monde arabe. Les Saadiens puis les Alaouites créent un État puissant, l'Empire chérifien, qui entre cependant en phase de déclin à partir de la fin du XVIIIe siècle.
La volonté de conquête coloniale des pays européens ne cesse de s'accroître à partir des années 1800. Le Maroc fait désormais l'objet de nombreuses convoitises pour sa position stratégique et les richesses de son sol. Les rivalités entre puissances frôlent parfois l'affrontement, particulièrement les contentieux opposant l'Espagne, la France, le Royaume-Uni et l'Allemagne.
Entre 1828 et 1830, une crise grave éclate à propos de la persistance de la course maritime entre le Maroc d’une part, l’Angleterre et l’Autriche d’autre part. Les puissances européennes ne sont plus disposées à supporter l’insécurité engendrée par les corsaires barbaresques de Rabat et de Salé, thèse alimentée par une large information diffusée par des organismes pro-colonialistes. L'Empire chérifien aux yeux des Européens demeurait une contrée mystérieuse et méconnue, tandis que l'Empire ottoman et la Perse s'ouvraient davantage à leurs influences.
Mais cette période précoloniale du Maroc coïncide aussi avec le développement des sciences humaines (sociologie, anthropologie, ethnologie, …), les missions d'explorations et des missions de reconnaissance (Charles de Foucauld, avec l'aide du rabbin-explorateur Mardochée Aby Serour, qui lui servit de guide au cours de ses déplacements au Maroc) s'aventuraient à la recherche de renseignements, qui serviront plus tard comme plate-forme de base facilitant la reconnaissance géographique, ethnologique, anthropologique des tribus, leurs modes de vie et leurs organisations sociales.

## Politique coloniale

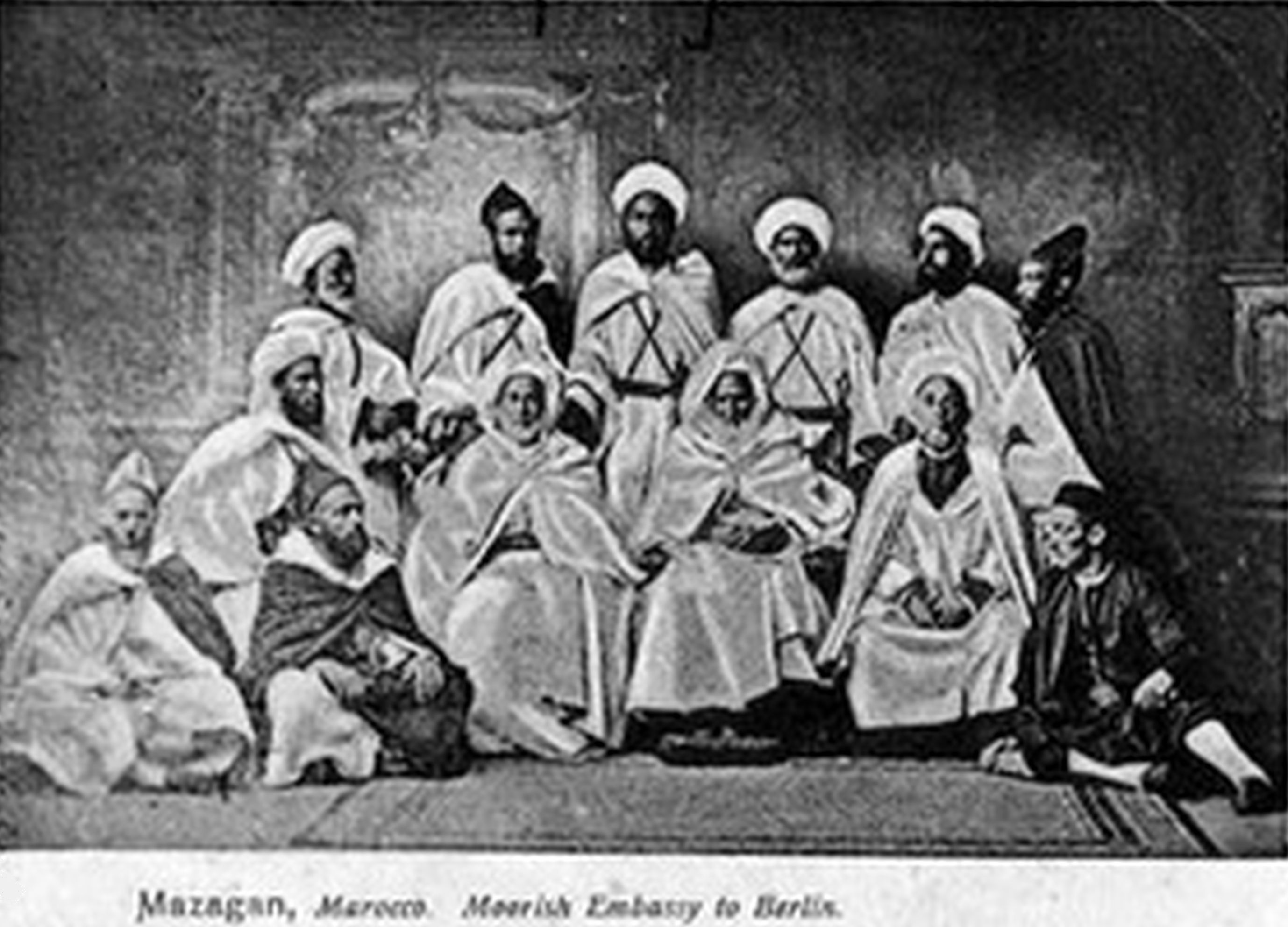
Délégation marocaine partant pour Berlin, avant le Protectorat

Sous la Troisième République, Jules Ferry, partisan actif voire zélé de l'expansion coloniale française, n'a pas caché ses opinions racistes lors de son intervention au Sénat le 28 juillet 1885 où il déclare ouvertement : « Les supérieurs ont le droit sur les inférieurs ».
« Mais il y a une autre forme de colonisation, c'est celle qui s'adapte aux peuples qui ont, ou bien un excédent de capitaux, ou bien un excédent de produits. […] Les colonies sont pour les pays riches un placement de capitaux des plus avantageux. […] Dans la crise que traversent toutes les industries européennes, la fondation d'une colonie, c'est la création d'un débouché… ». (Extrait du bulletin officiel du 28 juillet 1885).
Le parti colonial ou colonialiste fondé en 1890 par D'Arenberg, qui joua un rôle non négligeable surtout dans le développement de l'information et de propagande, avait pour but de recueillir les fonds nécessaires pour diverses missions d'explorations, d'études ou de recherches. Le parti rassemblait notamment diverses formations dans la société française (banquiers, officiers, écrivains, syndicalistes, députés).
Après le règlement de leurs contentieux politiques, en particulier avec l'Allemagne (coup d'Agadir), le « gâteau marocain » revient à l'Espagne et la France. Le Maroc cèdera de son autorité en signant une série de conventions, au profit des colonialistes, qui aboutiront au rétrécissement de l'indépendance du Maroc, considéré comme un lion en papier. La "colonisation" du Maroc est donc très particulière comparativement aux autres pays colonisés, étant d'une part sous protectorat français, et ayant subi, d'autre part, moins longtemps la présence française (le dernier bastion de la résistance cèdera seulement en 1934 à Boughafer).
La "colonisation" du Maroc fut lente et progressive :
En 1823 : signature d’une convention commerciale avec le Portugal, suivie d’accords comparables avec l’Angleterre en 1824, avec la France et le Piémont en 1825.
Pour écarter toute ingérence du Makhzen en Algérie, des négociations seront entamées garantissant la neutralité marocaine. Cette mission, dont fait partie le peintre Eugène Delacroix, fut conduite en 1832 par le comte Charles-Edgar de Mornay. En 1844 la France engagea des hostilités envers le Maroc à la suite de l'incident de Lalla Maghnia qui déclencha l'occupation d'Oujda, d'Essaouira et le bombardement de Tanger, à l'initiative du Prince de Joinville. Mais la défaite marocaine à la bataille d'Isly marquera le déclin du Maroc malgré la signature du traité de Tanger le 10 septembre, mettant fin aux hostilités.
Le 18 mars 1845 : le traité de Lalla Maghnia fixe la frontière algéro-marocaine. La France se voit reconnaître un droit de suite au Maroc ce qui lui permettra de s'établir en Algérie comme base arrière.

### La conférence de Madrid
Ouverte en mai 1880, la conférence de Madrid de 1880, sur les privilèges capitulaires des Européens au Maroc, se termine par la confirmation des privilèges définis par la convention Béclard : maintien du droit de protection et exemptions d'impôts pour les ressortissants et "protégés" des puissances étrangères et généralisation de la clause de la nation la plus favorisée. Cette convention sera donc une plate-forme aux manœuvres politiques et économiques envers le Maroc jusqu'alors indépendant. La capitale diplomatique du sultan sera la ville de Tanger.

### Campagne médiatique
Une campagne médiatique de grande envergure contre le Maroc sera orchestrée depuis Tanger par une élite connaissant bien les rouages de la société marocaine. Par le biais des journaux édités à Tanger et Tetouan, l'esprit colonialiste mobilise une propagande farouche qualifiant le Maroc de pays primitif habité par les pirates, obligeant le sultan à entreprendre des réformes qui engageront le Maroc dans le progrès à l'instar de l'Europe (1883-1900), au nom de la civilisation ; sans compter sur l'implication de tout un système complexe de propagande mené par : l'Alliance française, les missions médicales, les missions chrétiennes (ordre la Mission Franciscaine, évangélique), franc-maçonnes et capitalistes influentes, qui à la fin du XIXe siècle décidèrent de coloniser l’Afrique pour écouler leur surproduction.
Ils se heurteront à la résistance des tribus chefs locaux : Les 13 tribus[Passage contradictoire avec l'article Chaouia (Maroc)] de la Chaouia qui furent les premiers à faire face au colonisateur sous le commandement et les appels au jihad du Hajj Hammou chef des Oulad Harriz et Mouha ou Hammou Zayani à Khénifra, Mouha ou Said à El ksiba, Mohamed Abdelkrim El Khattabi au Rif et Assou Oubasslam des Ait Attas au Haut Atlas.
En 1902, la France avait mis en exécution son plan de "colonisation" du Maroc.

### Intervention militaire

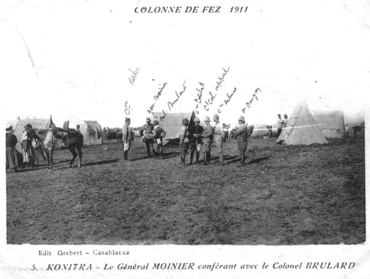
La colonne de Moinier 1911

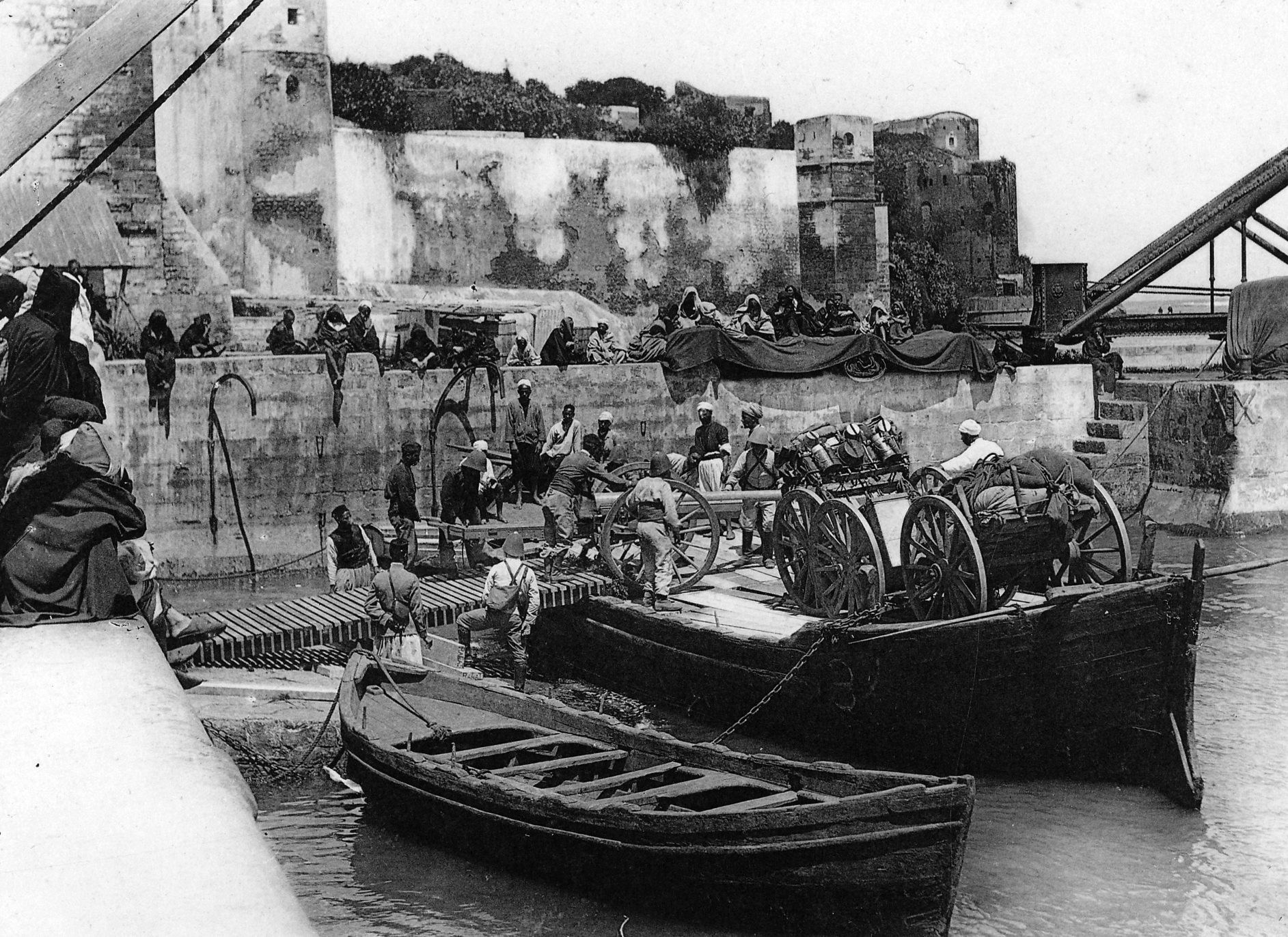
Rabat, 1911. L'artillerie française s'apprête à passer l'Oued Bou-Regreb.

En 1911, des circonstances favorables permettent tout d'abord une intervention militaire. En mai 1911, le sultan Moulay Hafid, qui avait détrôné son frère, le sultan Moulay Abd-al-Aziz, est assiégé à Fès par les tribus amazighs (berbères) rebelles. Il fait alors appel à la France, dont une colonne, commandée par le général Moinier, commandant en chef de la colonne de Fès, composée de 20 000 hommes, dégage sa capitale. Cette intervention militaire provoque une vive réaction de l'Allemagne, qui, pour défendre ses intérêts, envoie le 1er juillet une canonnière devant Agadir. Ce Coup d'Agadir se termine par un accord entre la France et l'Allemagne, accord qui laisse les mains libres à la France au Maroc: le protectorat peut s'installer.
En février 1912, toutes les banques du consortium (ce consortium monopolisera l'économie du pays), sous l'égide de la Banque de Paris et des Pays-Bas, fondaient la Compagnie générale du Maroc pour la mise en valeur du pays. Le 30 mars, Regnault, le ministre de France à Tanger, qui avait été le représentant en 1905 du syndicat des porteurs français de la dette, imposa à Moulay Hafid, malgré son refus, le Traité de Fès qui fut signé, établissant le protectorat français de la République Française sur le Maroc (30 mars 1912).
Cette date marque pour le Maroc une mutation politique et sociale radicale. Sous le règne du sultan Moulay Youssef (1912-1927), la résistance marocaine contre les Français et les Espagnols est remarquable et inquiétante pour les colonisateurs, mais elle n'atteint pas son objectif, car les combattants marocains manquent de vision stratégique unifiée dans le cadre national. Le caractère sporadique des interventions menées par divers opposants n'a pas permis d'unifier leurs efforts en raison de leur manque de maturité politique. Le facteur régional l'emporte sur le national ce qui facilite la tâche des colonisateurs qui obtiennent la soumission des tribus l'une après l'autre, après un massacre de la population, notamment par le bombardement aérien de civils et l'emploi du gaz moutarde (cas des rifains de Mohamed ben Abdelkrim El Khattabi et des tribus Zayanes).

## Lesprotectoratsfrançais et espagnol (1912-1956)

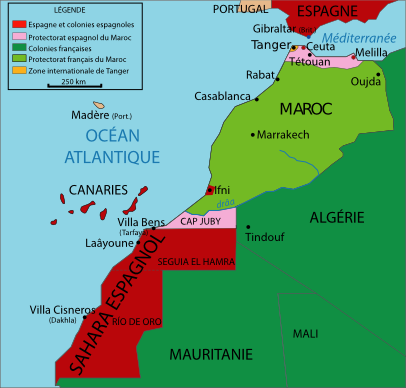
Le protectorat (1912-1956).

Depuis 1902, la pénétration économique et militaire européenne s’est intensifiée au point que le sultan Moulay Abd al-Hafid, frère de Moulay Abd al-Aziz, est contraint de signer en 1912 le traité de protectorat qu’est la Convention de Fès.
Le traité institue, à partir du 30 mars 1912 le régime du protectorat français. En octobre de la même année, le sous-protectorat espagnol est mis en place sur le nord du Maroc (Tanger exclu).